# Junior Dutra
Junior Dutra (sinh ngày 25 tháng 4 năm 1988) là một cầu thủ bóng đá người Brasil.

## Sự nghiệp câu lạc bộ
Junior Dutra đã từng chơi cho Kyoto Sanga FC và Kashima Antlers.

## Thống kê câu lạc bộ

### J.League
| Đội             | Năm       | J.League | J.League | J.League Cup | J.League Cup | Tổng cộng | Tổng cộng |
| Đội             | Năm       | Trận     | Bàn      | Trận         | Bàn          | Trận      | Bàn       |
| --------------- | --------- | -------- | -------- | ------------ | ------------ | --------- | --------- |
| Kyoto Sanga FC  | 2010      | 26       | 5        | 4            | 1            | 30        | 6         |
| Kyoto Sanga FC  | 2011      | 30       | 6        | -            | -            | 30        | 6         |
| Kyoto Sanga FC  | 2012      | 0        | 0        | -            | -            | 0         | 0         |
| Kashima Antlers | 2012      | 27       | 8        | 9            | 2            | 36        | 10        |
| Tổng cộng       | Tổng cộng | 83       | 19       | 13           | 3            | 96        | 22        |